# (33863) Elfriederwin
(33863) Elfriederwin est un astéroïde de la ceinture principale.

## Description
(33863) Elfriederwin est un astéroïde de la ceinture principale. Il fut découvert le 5 mai 2000 à Heppenheim par l'observatoire de Starkenburg. Il présente une orbite caractérisée par un demi-grand axe de 2,25 UA, une excentricité de 0,18 et une inclinaison de 7,9° par rapport à l'écliptique.

## Compléments